# Newark (Texas)
Newark è un comune (city) degli Stati Uniti d'America situato tra le contee di Wise e Tarrant nello Stato del Texas. La popolazione era di 1.005 abitanti al censimento del 2010.

## Geografia fisica
Newark è situata a 33°00′49″N 97°29′18″W (33.013542, -97.488418).
Secondo lo United States Census Bureau, la città ha una superficie totale di 2,32 km², dei quali 2,32 km² di territorio e 0 km² di acque interne (0% del totale).

## Società

### Evoluzione demografica
Secondo il censimento del 2010, la popolazione era di 1.005 abitanti.

### Etnie e minoranze straniere
Secondo il censimento del 2010, la composizione etnica della città era formata dall'88,36% di bianchi, lo 0,2% di afroamericani, lo 0,4% di nativi americani, lo 0,3% di asiatici, lo 0% di oceanici, il 7,56% di altre razze, e il 3,18% di due o più etnie. Ispanici o latinos di qualunque razza erano il 19,2% della popolazione.